# Les Châtelets

Les Châtelets este o comună în departamentul Eure-et-Loir, Franța. În 1 ianuarie 2022 avea o populație de 111 de locuitori.